# Багенал, Генри
Сэр Генри Багенал (англ. Sir Henry Bagenal; ок. 1556 — 14 августа 1598) — английский государственный и военный деятель, маршал королевский ирландской армии во время правления королевы Елизаветы I Тюдор.

## Биография
Старший сын Николаса Багенала (1509—1591) и Элеоноры Гриффит, дочь сэра Эдварда Гриффита из Пенрина. Его братом был Дадли Багенал (1554—1587). Генри Багенал, вероятно, поступил в Колледж Иисуса в Оксфорде, когда ему было 16 лет (в 1572 или 1573 году), но он уехал, не получив ученой степени, чтобы присоединиться к своему отцу сэру Николасу, который тогда был маршалом королевской армии в Ирландии. В мае 1577 года сэр Николас был назначен главным комиссаром Ольстера, а Генри — его помощником. Сам Генри Багенал был посвящен в рыцари в 1578 году. Он был вовлечен в некоторые военные катастрофы, такие как поражение в битве при Гленмалуре 25 августа 1580 года, когда лорд-наместник Артур Грей повел армию (Генри Багенал был одним из командиров) в бой с Фиахом Макхью О’Бирном и виконтом Балтингласом в горах Уиклоу. В 1584 году Генри Багенал был полковником гарнизона в Каррикфергусе, когда 1300 шотландцев под командованием Сорли Боя Макдоннелла высадились на острове Ратлин. Генри Багенал атаковал шотландцев, но попал в засаду при Гленарме и вынужден был отступить.
В мае 1586 года Генри Багенал был послан отцом к королевскому двору с докладом. Он искал меры ослабления Хью О’Нила, 2-го графа Тирона, усиления роли маршала и президентства в Ольстере. Генри Багенал был избран депутатом в парламент от Грантема и Англси, выбрав последнее. Он вернулся в Ирландию в сентябре 1587 года, чтобы заменить своего отца. Генри Багенал сменил своего отца на посту маршала ирландской армии и главного комиссара в Ольстере в октябре 1590 года, став членом Тайного совета. Его предложения не были приняты, поскольку было принято решение принять примирительную попытку Хью О’Нила. К недовольству Генри Багенала, Хью О’Нил попросил руки его сестры Мейбл (1571—1595). Генри Багенал отказался, но они все равно сбежали и поженились в 1591 году.
В мае 1595 года Генри Багенал возглавил английскую армию численностью 1750 человек, чтобы сменить гарнизон в Монахане. Его войска были атакованы Хью О’Нилом и понесли тяжелые потери в Битве при Клонтибрете. Багенал был вынужден отступить к Ньюри, чтобы было пополнить свои запасы по морю, так как Хью О’Нил блокировал перевал Мойри. Генри Багенал сумел пополнить запасы гарнизона Армы в декабре 1598 и июне 1597 года, но ему было труднее пополнить запасы одноимённого форта по реке Блэкуотер. При попытке сделать это он был смертельно ранен во время битвы при Жёлтом Броде с войсками О’Нила.

## Семья
Генри Багенал женился на Элеоноре Сэвидж, дочери сэра Джона Сэвидж, и Элизабет Маннерс, дочери Томаса Маннерса, 1-го графа Ратленда. У них было три сына и шесть дочерей. Старшая линия Багенала угасла в 1712 году со смертью Николаса Багенала (1629—1712), а младшая линия, но более известная ветвь в графстве Карлоу, которая основала Багеналстаун, просуществовала дальше.

## Наследие
Пьеса ирландского писателя-прозаика Брайана Фрила «Создание истории» в значительной степени посвящена браку между сестрой Генри Мейбл Багенал и Хью О’Нилом. Мейбл и ещё одна сестра, Мэри Барнуолл, — главные герои пьесы. Сам Генри Багенал упоминается часто, но на сцене не появляется.